# مطالعه مقطعی

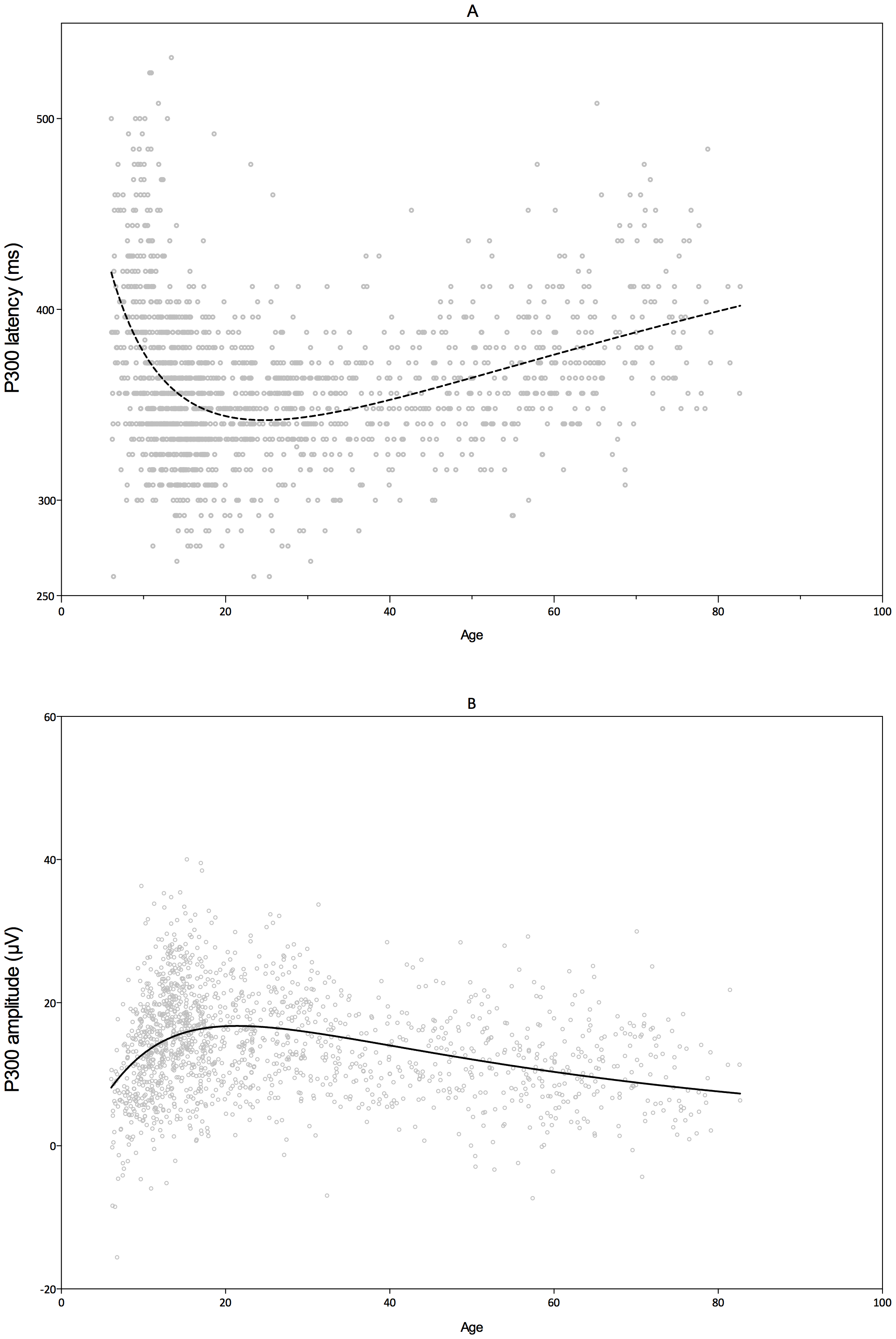
نمودار قابل فهم بودن، مطالب در مطالعه مقطعی نسبت به مطالعه های دیگر

مطالعهٔ مقطعی (به انگلیسی: Cross-sectional study) نوعی مطالعهٔ مشاهده‌ای است که در آن متغیرهای مورد نظر، از لحاظ شیوع یا ارتباط، تنها در یک مقطع زمانی مشخص و در یک جامعهٔ معین مورد مطالعه قرار می‌گیرند.